# Farní sbor Českobratrské církve evangelické v Horní Čermné
Farní sbor Českobratrské církve evangelické v Horní Čermné je sborem Českobratrské církve evangelické v Horní Čermné. Sbor spadá pod Chrudimský seniorát.
V kazatelské stanici Horní Třešňovec se v současné době (dle informací ze schematismu církve) bohoslužby nekonají
Farářem sboru je od 1.1.2025 Jan Mikschik, kurátorkou sboru Markéta Spáčilová.

## Faráři sboru
- Samuel Szüts (1783–1789)
- Štěpán Szeremley (1789–1792)
- Tomáš Kovács (1793–1802)
- Martin Kover (1802–1805)
- Jiří Opočenský (1807–1811)
- Josef Gerža (1811–1821)
- Josef Bory (1821–1824)
- František Filipi (1824–1859)
- Josef Šiler (1859–1862)
- Čeněk Juren (1863–1887)
- Jindřich Vilém Molnár (1887–1905)
- František Mikšovský (1905–1911)
- Ladislav Řepa (1911–1921)
- Karel Balcar (1922–1936)
- Bohumír Koutný (1936–1939)
- Bedřich Trégl (1939–1948)
- Jiří Carda (1948–1987)
- Dagmar Ondříčková (1987–1989)
- Miroslav Hejl (1989–1996)
- Jakub Keller (1998–2024)